# Arene pulex
Arene pulex là một loài ốc biển, là động vật thân mềm chân bụng sống ở biển thuộc họ Areneidae.